# وتیزا
وتیزا (به انگلیسی: Wittiza)، یکی از پادشاهان ویزیگوتی اسپانیا بود که بعد از پدرش، اژیکا، تا سال ۷۱۰ میلادی، حمله و شورش ردریک، بر اسپانیا حکومت می‌کرد.

## شخصیت
در مورد شخصیت او، اختلاف نظر وجود دارد؛ برخی منابع او را پادشاهی بزه‌کار، عیاش و شهوت ران معرفی کرده که در رأس درباری مشوش و بهم ریخته قرار داشت ولی برخی منابع دیگر وی را پادشاهی فرزانه، نیک‌سیرت، عادل و دانشمند معرفی کرده‌اند که همواره درصدد دفع رفع ستم و برپایی عدالت بود که علت آن بازگرداندن حقوق یهودیان و محدود کردن اختیارات روحانیون و اشراف بود؛ بنابراین در زمان او شورش‌های زیادی علیه اقدامات وی صورت گرفت که وی توانست تمامی آن‌ها را سرکوب و برطرف کند.

## دشمنی با تئودوفرد و ردریک
اقدامات وتیزا برای رفع بحران و شورش‌ها کارساز نبود و مخالفان وی هر روز مصمم‌تر می‌شدند. یکی از مخالفان وی که همواره از او واهمه داشت، دوک تئودوفرد بود که پدرش او را قرطبه تبعید و بر چشمانش میل کشیده بود؛ بنابراین او و پسرش، ردریک، از او و پدرش کینه داشتند و درصدد انتقام‌گیری بودند.

## فرجام کار
سرانجام ردریک، پسر اژیکا، در سال ۷۱۱ میلادی با کمک روحانیون و اشراف رومی علیه وی شورید و پس از چند جنگ، ردریک موفق شد وتیزا را شکست داده و او را به قتل برساند.